# Arthur Emerson
 (juillet 2023).
Si vous disposez d'ouvrages ou d'articles de référence ou si vous connaissez des sites web de qualité traitant du thème abordé ici, merci de compléter l'article en donnant les références utiles à sa vérifiabilité et en les liant à la section « Notes et références ».
Arthur Emerson, né le 3 décembre 1893 à Weymouth au Massachusetts et mort le 28 juillet 1975 à Coronado en Californie, est un homme politique américain. Il est gouverneur des Samoa américaines d'avril à juillet 1931.